# Synonimia
Synonimia (gr. συνωνυμία synōnymía, łac. congregatio, pol. szereg synonimiczny) – figura retoryczna, zestawienie w szeregu określeń synonimicznych w celu rozwinięcia lub podkreślenia myśli.
Synonimia to również termin językoznawczy (zwłaszcza w leksykologii), określający relację między jednostkami języka, które wykazują zbieżność znaczeniową; najczęściej chodzi o synonimię leksykalną, zachodzącą między jednostkami leksykalnymi – leksemami (zob. synonim).